# أنطون بتلر
أنطون بتلر (1819 - 1874) كان رسام سويسري درس في مدرسة دوسلدورف للرسم.